# Slowgait
Slowgait är en term för ett antal olika gångarter som finns hos vissa hästar. Det är en extra gångart som kan finnas utöver de vanliga skritt, trav och galopp. Gångarten finns främst hos hästrasen American saddlebred, men kan även tränas fram hos andra hästar.
Flera olika gångarter ingår i termen Slowgait men alla dessa har generellt sett samma rörelsemönster, bara i olika tempon och rytm och de är bekväma för ryttaren att rida. Olika varianter är bland annat "stepping pace" som framförs i en något ojämn takt och "single-foot" som är helt jämn och rytmisk. Slowgait-gångarter påminner starkt om tölt och är en fyrtaktig gångart. Det som utmärker gångarten är att den istället för att vara snabb och vägvinnande så har den snabb aktion och kvicka rörelser, men något långsammare framåtrörelse.